# شاه‌جهان‌پور
شهر شاه‌جهان‌پور (به انگلیسی: Shahjahanpur) با جمعیت ۳۳۹٫۷۷۶ نفر در ایالت اوتار پرادش در کشور هند واقع شده‌است.